# Ото (Льовен)
Вижте пояснителната страница за други личности с името Ото.
Ото (на френски: Otton de Louvain; на нидерландски: Otto van Leuven; на немски: Otto, † вер. 1040) от род Регинариди, е граф на Льовен и на Брюксел от 1038 до 1040 г.

## Произход и наследство
Той е син на граф Хайнрих I († 1038 след 5 август) и внук на граф Ламберт I Брадатия († 1015).
Ото е последван от чичо му Ламберт II († 1054).